# به-کومو
به-کومو (به فرانسوی: Baie-Comeau) شهرکی در منطقه شهری مانیکواگان ناحیه کوت-نور در استان کبک کانادا است. در سرشماری سال ۲۰۱۱ این شهرک ۲۲٬۶۱۳ نفر جمعیت داشته‌است و مساحت آن ۳۷۱٫۶۹ کیلومتر مربع است.